# Anna's Quest
Anna's Quest — пригодницька відеогра, розроблена і випущена Daedalic Entertainment 2 липня 2015 року. Гра проходить у вигаданому казковому Королівстві. Сюжет дозволяє гравцеві заглянути в різні страшні і одночасно захопливі місця. Головна героїня Анна мандрує по похмурому величезному світу, зітканому з фантазій, легенд і європейського фольклору. На цьому шляху їй допомагають телекінез, чорний гумор, нестандартний підхід до використання інструментів для катувань, вміння імпровізувати і таємнича лисиця.

## Ігровий процес
Anna's Quest — пригодницька гра головоломка, з видом від третьої особи.
Гравець виконує головоломки — лінійні сценарії до заданих цілей — для просування по історії. Під час кожного розділу, гравці можуть вільно переміщатися по локації. У грі зустрічаються локації з замками, будинками, темницями і казковим лісом. Карта відкривається в міру проходження сюжету і може бути повністю вивчена без обмежень. Доки гравець не вирішив усі загадки в одній локації, неможливо просунутися далі по сюжету гри.
Гравець використовує логіку і телекінез для дослідження магічного світу і боротьби з ворогами.
Щоб відповідати масштабу, карта поділена на локації, які необхідно досліджувати для подальшого переміщення по світу. Якщо гравець виконує поставлене перед ним завдання або вирішує головоломку, сюжет гри просувається далі.
У грі реалізований однокористувацький режим.
Складність місій буває різною. На вирішення однієї головоломки може знадобитися два кліки мишкою водночас для вирішення наступної головоломки необхідно добре подумати про послідовність своїх дій. Гра зроблена так, що необхідно запам'ятовувати всі свої попередні рішення, адже для того, щоб відгадати загадку іноді необхідно повертатися в самий початок локації.
Під час проходження сюжету, красива і атмосферна графіка гри, а також чорний гумор не дають нудьгувати.

## Сюжет гри
Все своє дитинство Анна провела на далекій тихій фермі, нічого не відаючи про інший світ і не знаючи інших людей, крім своїх батьків і дідуся. Після зникнення мами і тата, її дідусь ще сильніше став намагатися обгородити внучку від небезпек, що підстерігають необережних подорожніх в навколишньому темному лісі. Але варто було йому захворіти — і Анна не знаходить нічого іншого, окрім як вирушити в далеку подорож, в якому її чекають відьми і чаклуни, русалки і вогнедишні дракони.

## Геймплей
Управлінням мишкою (права кнопка — розглянути предмет, ліва — взаємодіяти з ним).